# Maarten Cop
Maarten Cop (1 februari 2000) is een Vlaams acteur.

## Biografie
Maarten Cop volgde middelbaar onderwijs richting Beeldende architecturale kunsten en publiciteit in Antwerpen. Hij startte zijn acteercarrière in 2018 als Luka Lemmens in de digitaal uitgezonden dramareeks WtFOCK maar brak door als Pieter in Hoodie.
Cop is passioneel bezig met parkour en freerunning. Toen Cop 13 jaar was, kwam hij voor het eerst in contact met deze sport. Daarnaast zingt hij ook en is hij bezig met fotografie.
Sinds het najaar van 2021 is Cop te zien in de televisieserie Familie in de rol van Jelle Van den Bossche. Daarnaast zat hij ook in het spelprogramma “Het Jachtseizoen” op VTM.
Sinds 13 februari 2022 maakt Cop deel uit van de KetnetBand.

## Filmografie
- WtFOCK (2018-2019, seizoen 1 en 2) - als Luka Lemmens (terugkerende rol)
- Hoodie (2020-2022) - als Pieter (hoofdrol)
- Familie (2021-heden) - als Jelle Van den Bossche (hoofdrol)
- Echte Verhalen: De Buurtpolitie VIPS (2022) - als zichzelf
- Peetie Club (2022) - als zichzelf
- Het Jachtseizoen (2022) - als zichzelf